# Apophylia crassicornis
Apophylia crassicornis es un coleóptero de la familia Chrysomelidae.
Fue descrita científicamente por primera vez en 1919 por Laboissiere.